# Sobór Wniebowstąpienia Pańskiego w Wielkim Tyrnowie
Sobór Wniebowstąpienia Pańskiego (bułg. Патриаршеската катедрала "Св. Възнесение Господне") – prawosławny sobór w Wielkim Tyrnowie, w kompleksie rezydencji patriarchów bułgarskich stanowiącej część twierdzy Carewec.

## Historia
Sobór Wniebowstąpienia Pańskiego został wzniesiony na miejscu wczesnochrześcijańskiej bazyliki z V–VI w. Budowa soboru trwała od XIII do XIV w. W pierwszym etapie prac zbudowano cerkiew jednonawową, w drugim – powiększono ją, przekształcając w świątynię krzyżowo-kopułową z trzema absydami, przedsionkiem i egzonarteksem. Zbudowano również wysoką cerkiewną dzwonnicę, co było ewenementem w średniowiecznej bułgarskiej architekturze sakralnej. Zarówno z zewnątrz, jak i wewnątrz sobór dekorowany był mozaikami i freskami. Sobór w Wielkim Tyrnowie nazywano matką wszystkich bułgarskich cerkwi.
Cerkiew była częścią ufortyfikowanej rezydencji patriarchów, położonej wewnątrz twierdzy carewieckiej, ale posiadającej dodatkowo własne umocnienia. Została całkowicie zniszczona – razem z rezydencją patriarszą – pozdobyciu Carewca przez Bajazyda I w 1393.
W 1981 sobór został odbudowany według projektu Bojana Kuzupowa, opartym na zachowanych miniaturach i planach świątyni oraz na informacjach pozyskanych w czasie prac archeologicznych. Decyzję o rekonstrukcji obiektu podjęto w związku z obchodami 1300. rocznicy powstania państwa bułgarskiego. Do 1985 trwały prace nad dekoracją wnętrz i wykonaniem fresków, których autorem jest Teofan Sokerow. Freski nie stanowią kopii pierwotnych malowideł znajdujących się w soborze, nie zostały wykonane w oparciu o kanony prawosławne, lecz we współczesnym stylu monumentalnym. Ich wygląd i treść ma przedstawiać potęgę i poziom rozwoju kulturalnego średniowiecznej Bułgarii. Odbudowana świątynia pełni funkcje pomnika historii – nie jest stale użytkowana liturgicznie. Święta Liturgia odprawiana jest w niej od 2013 jedynie w święto patronalne. Od 1985 obiekt jest dostępny dla zwiedzających.